# 세면기

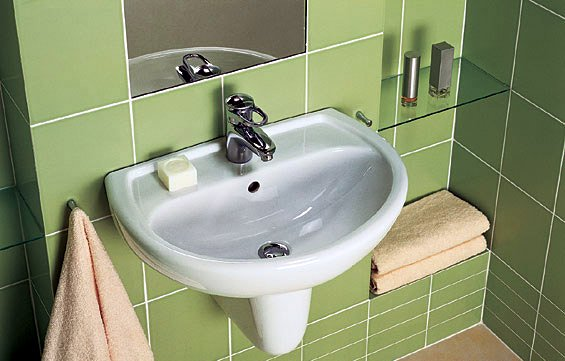
세면기

세면기(洗面器, 영어: sink, basin)는 사람이 얼굴과 손을 씻는 물을 담는 그릇이다. 바닥이 평평한 모양의 것으로 화장실이나 욕실에 놓여있다.
세면기는 손 씻기, 설거지 및 기타 목적을 위한 그릇 모양의 배관 설비이다. 세면기에는 온수와 냉수를 공급하는 수도꼭지(수도꼭지)가 있으며 더 빠른 헹굼을 위해 사용되는 스프레이 기능이 포함될 수도 있다. 또한 사용한 물을 제거하기 위한 배수구도 포함되어 있다. 이 배수구 자체에는 여과기 및 차단 장치와 넘침 방지 장치가 포함될 수 있다. 세면기에는 비누 디스펜서가 통합되어 있을 수도 있다. 특히 주방의 많은 세면기는 카운터 옆이나 카운터 내부에 설치된다.
세면기가 막히면 화학 배수구 세척제나 플런저를 사용하는 경우가 많지만, 대부분의 전문 배관공은 배수구 오거를 사용하여 막힌 부분을 제거한다.

## 같이 보기
- 대야
- 욕조
- 수돗물
- 디스포저
- 싱크대 사실주의

## 참고 문헌
- Blower, G. J. (2006). 《Plumbing: mechanical services》 5판. Harlow: Prentice Hall. ISBN 0131976214.
- Fletcher, Banister Flight, Sir. Architectural Hygiene. London: Sir I. Pitman & Sons, 1921.